# Eleftherios Kiosses
Eleftherios Kiosses (griechisch Ελευθέριος Κιοσές, * 1923 in Piräus; † 5.  Juni 1942 in Kesariani (Athen)) war ein griechischer Student der Literatur und der Philosophie, der im griechischen Widerstand gegen den Nationalsozialismus und die deutsche Wehrmacht kämpfte.

## Leben
Während der Besetzung Griechenlands durch die deutsche Wehrmacht verließ Eleftherios Kiosses, wie viele andere griechische Studenten auch, die Universität und schloss sich der Widerstandsbewegung an. Eleftherios Kiosses wurde Hauptredakteur der Zeitung I Foni ton Sklavon (Die Stimme der Sklaven). Er versteckte alliierte Soldaten, die nach der italienisch-deutschen Besetzung in Griechenland geblieben waren, und leistete ihnen Hilfe. Am 19. Februar 1942 wurde er von der deutschen Wehrmacht, als er mit dem Druck der Geheimzeitung beschäftigt war, in Piräus verhaftet. Er wurde in die Kerker an der Merlinstrasse, dem Hauptquartier der SS in Athen, eingeliefert, gefoltert und von dort in das Gefängnis Agikosta in Athen gebracht. Am 28. März 1942 wurde Eleftherios Kiosses von dem deutschen Militärgericht in Athen zu fünf Jahren Zuchthaus verurteilt und am 5. Juni 1942 mit Georgios Kotoulas und sieben anderen Patrioten in Kesariani (Athen) als Geisel erschossen.
Eleftherios Kiosses schrieb einen Abschiedsbrief an seine Familie, der in dem Sammelband Lettere di condannati a morte della Resistenza Europea  | Letzte Briefe zum Tode Verurteilter aus dem europäischen Widerstand, veröffentlicht ist.
Der italienische Komponist Luigi Nono wählte aus dem Sammelband für den Text seines 1956 geschriebenen Chorwerkes Il canto sospeso zehn Abschiedsbriefe – unter anderem auch den Brief von Eleftherios Kiosses.

Der Abschiedsbrief von Eleftherios Kiosses im Auszug:

„Liebe Mama, Papa und Schwesterchen, heute, am 5. Juni 1942, werden sie uns füsilieren. Wir sterben als Männer für das Vaterland. Ich leide durchaus nicht und darum will auch nicht, dass Ihr leidet. Ich will keine Klagen und keine Tränen. Habt Geduld. Ich wünsche Euch, dass Ihr glücklich seid und Euch meinetwegen nicht betrübt. Grüsse von ganzem Herzen an alle. Wir sind unserer Ahnen und Griechenlands würdig. Ich zittere nicht und ich schreibe Euch aufrecht auf meinen Füßen stehend, Ich atme zum letzten Mal die wohlriechende hellenische Luft unter dem Hymettos. Es ist ein wunderbarer Morgen. Wir haben kommuniziert und haben uns auch mit Kölnisch Wasser besprengt, das einer in seiner Tasche hatte. Lebe wohl Griechenland, Mutter der Heroen  
Lefteris“

Übersetzungen des Briefes von Eleftherios Kiosses in mehrere Sprachen finden sich in dem interaktiven italienischen Portal Canzoni contro la guerra.